# 黃敏尾笛鯛
黃敏尾笛鯛，為輻鰭魚綱刺尾鯛目笛鯛科的其中一種，也是葉唇笛鯛屬的唯一一種。

## 分布區域
分布於西大西洋區，從美國馬薩諸塞州至巴西東南部海域，以及整個墨西哥灣和加勒比海，棲息深度可達180公尺。

## 體型與構造
本魚頭較小，下顎略微超出上部突出，體藍色、紫色並具分散的黃色斑點，從吻端到尾鰭基部具一黃帶，下側和腹部白色，背鰭和尾鰭黃色，臀鰭和腹鰭白色。背鰭硬棘10枚;背鰭軟條12-14枚；臀鰭硬棘3枚;臀鰭軟條8-9枚，體長可達86.3公分。黃敏尾笛鯛口徑大約為110 ～ 160 μm，50 ～ 100 μm。
性成熟體型平均為 250 ～ 310 mm。

## 生活
生活在珊瑚礁，屬肉食性，以魚類、甲殼類、頭足類、腹足類、浮游生物等為食。

## 用途
為高經濟性漁業資源，也可用作競技釣魚與休閒釣魚。

## 養殖觀察
魚苗卵黃囊較小，因此建立穩定的首次投餵管理很重要。魚苗同類相殘首次在孵化後第20天發現，最激烈的殘食在孵化後第24天發現；較大個體會從下層水體游至中上層水體，並捕食較小個體